# Cyaniris pusillargus
Cyaniris pusillargus är en fjärilsart som beskrevs av Embrik Strand 1920. Cyaniris pusillargus ingår i släktet Cyaniris och familjen juvelvingar. Inga underarter finns listade i Catalogue of Life.